# 舍嫩堡
舍嫩堡（法語：Schœnenbourg，法語發音：[ʃønənbuʁ]）是法国下莱茵省的一个市镇，属于阿格诺-维桑堡区。

## 地理
舍嫩堡（48°57'6"N, 7°54'47"E）面积5.47 平方千米，位于法国大東部大區下莱茵省，该省份为法国大陆部分最东部的省份，是阿尔萨斯的一部分，今与上莱茵省组成了阿尔萨斯欧洲集体，其南至上莱茵省，西南接孚日省和默尔特-摩泽尔省，西接摩泽尔省，北与德国接壤。
与舍嫩堡接壤的市镇（或旧市镇、城区）包括：奥芬、温斯帕赫、克费纳克、雷奇维莱尔。
舍嫩堡的时区为UTC+01:00、UTC+02:00（夏令时）。

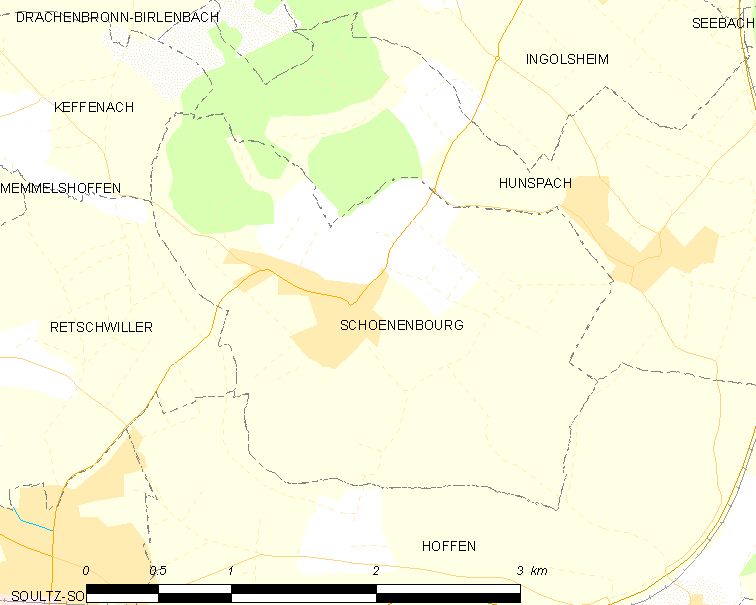
舍嫩堡的OSM定位图

## 行政
舍嫩堡的邮政编码为67250，INSEE市镇编码为67455。

## 政治
舍嫩堡所属的省级选区为维桑堡县。

## 人口

1962-2008年间舍嫩堡人口变化图示

舍嫩堡于2022年1月1日时的人口数量为711人。

## 图集

舍嫩堡 - Schoenenbourg
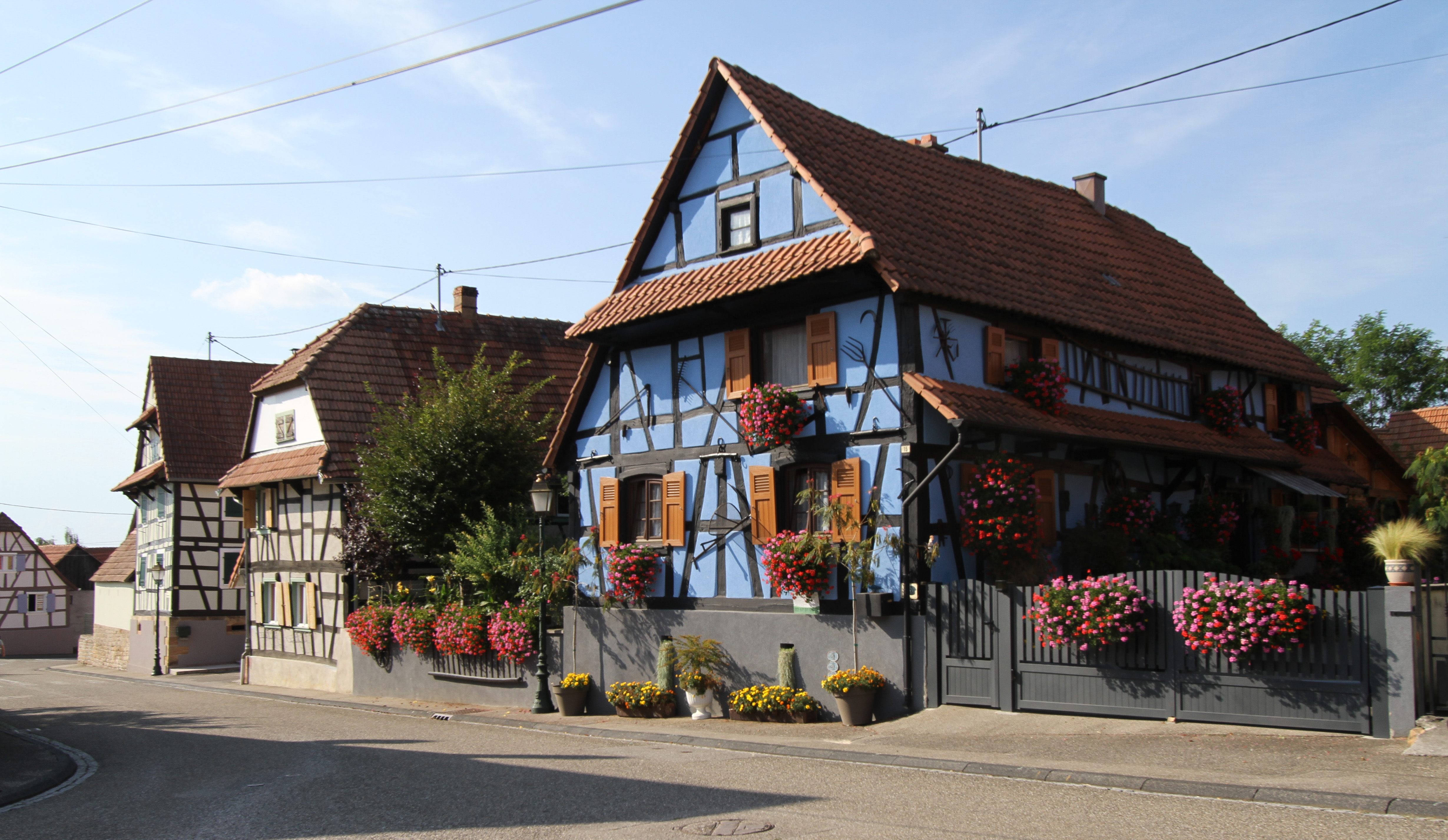
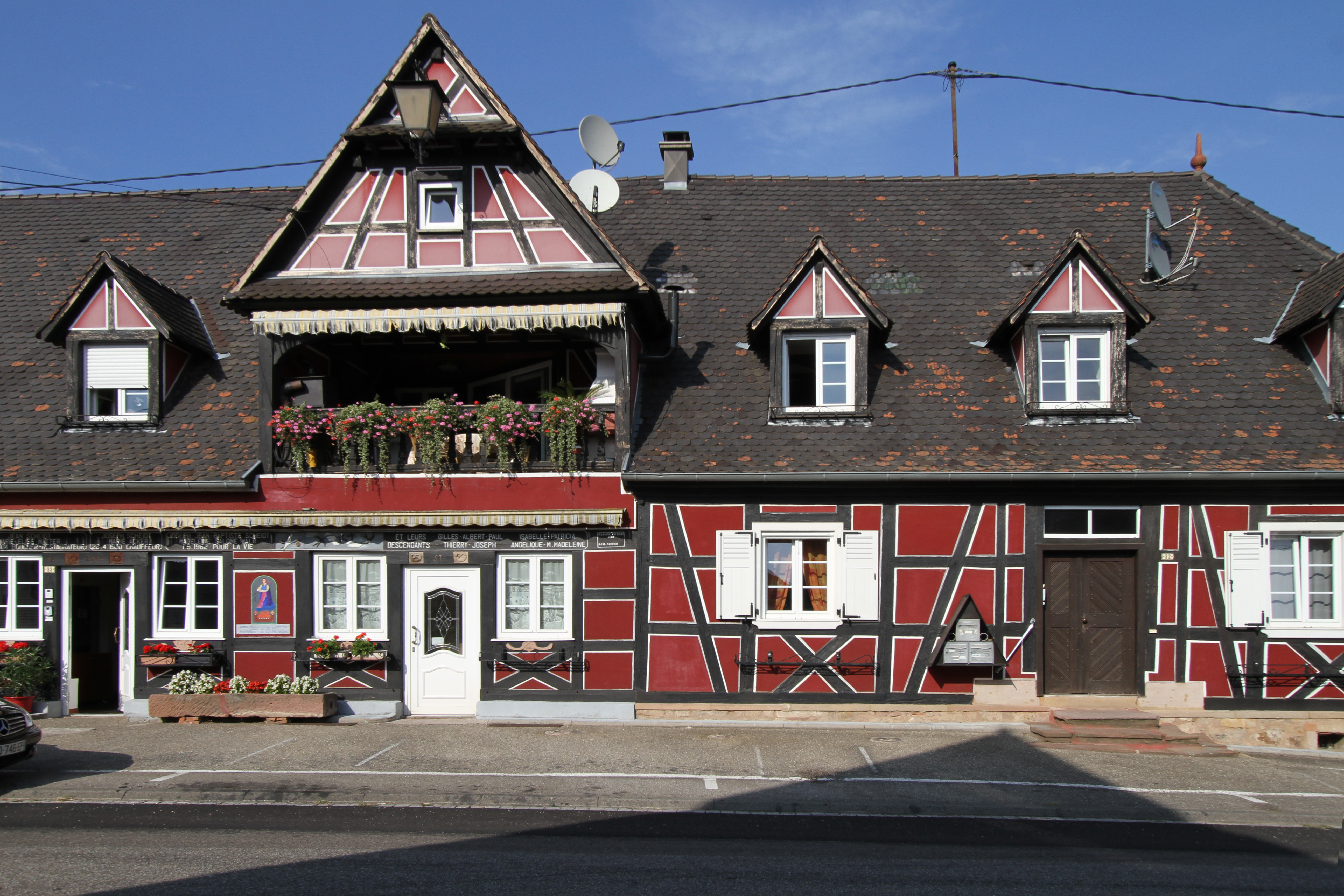
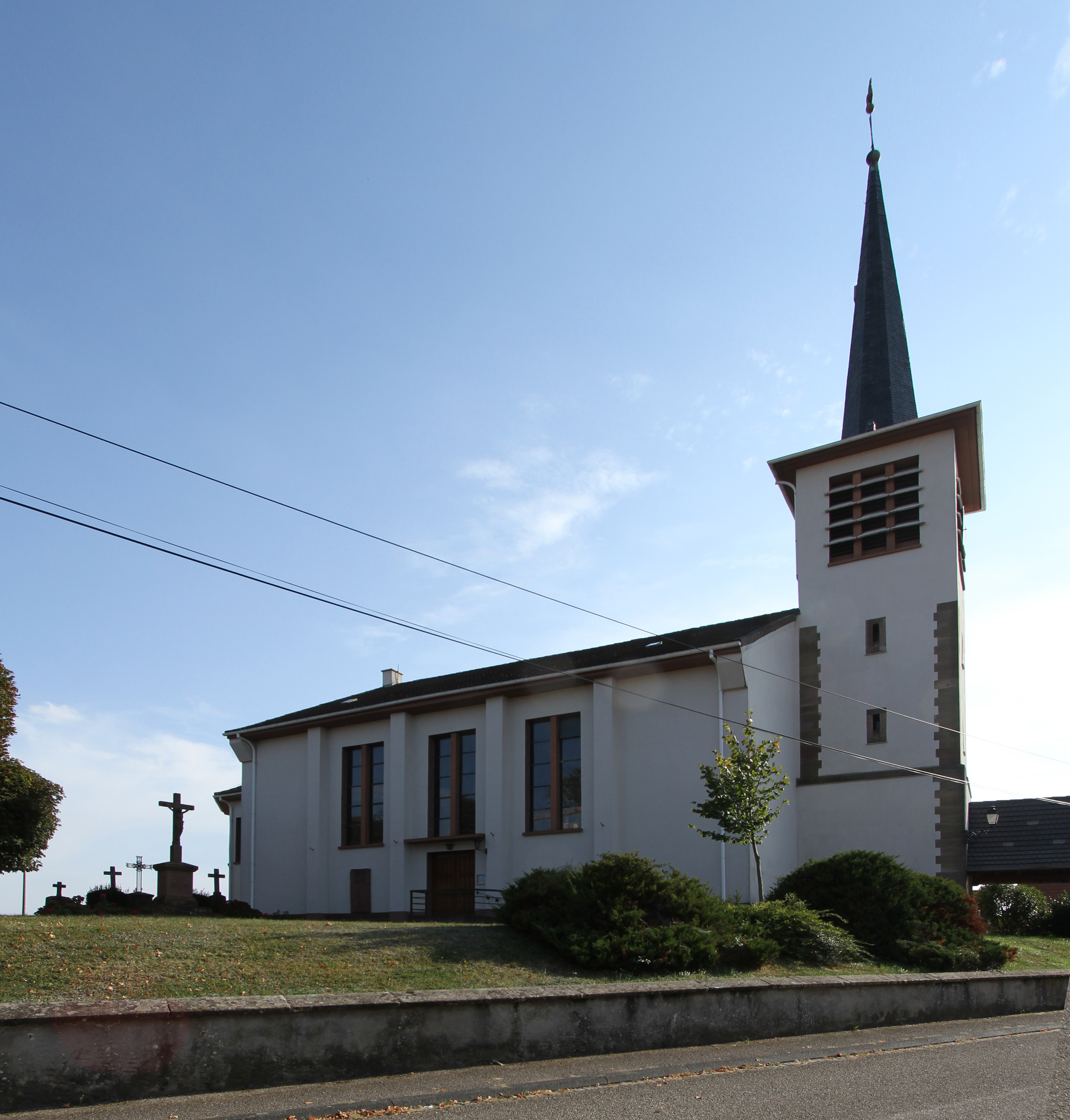
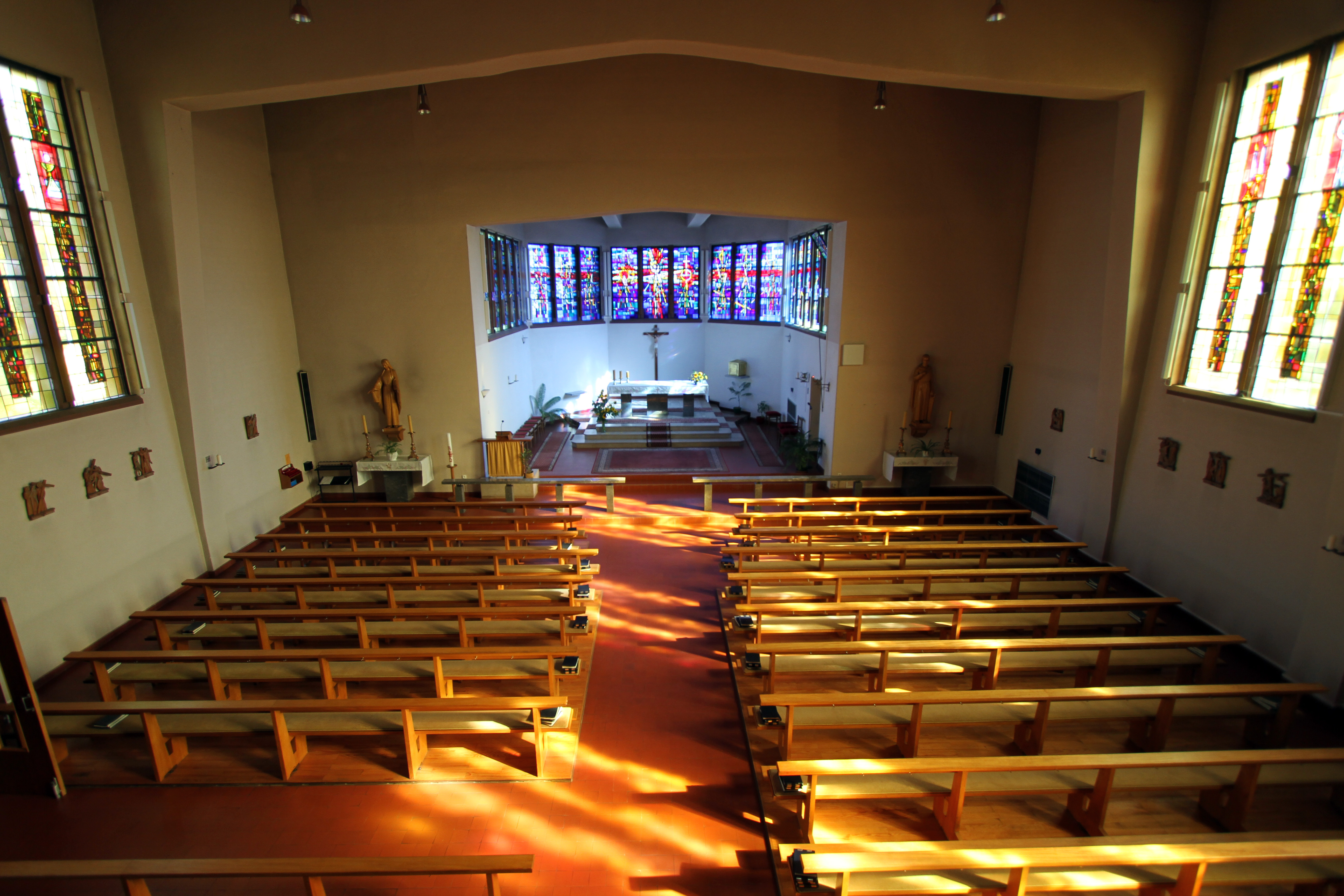
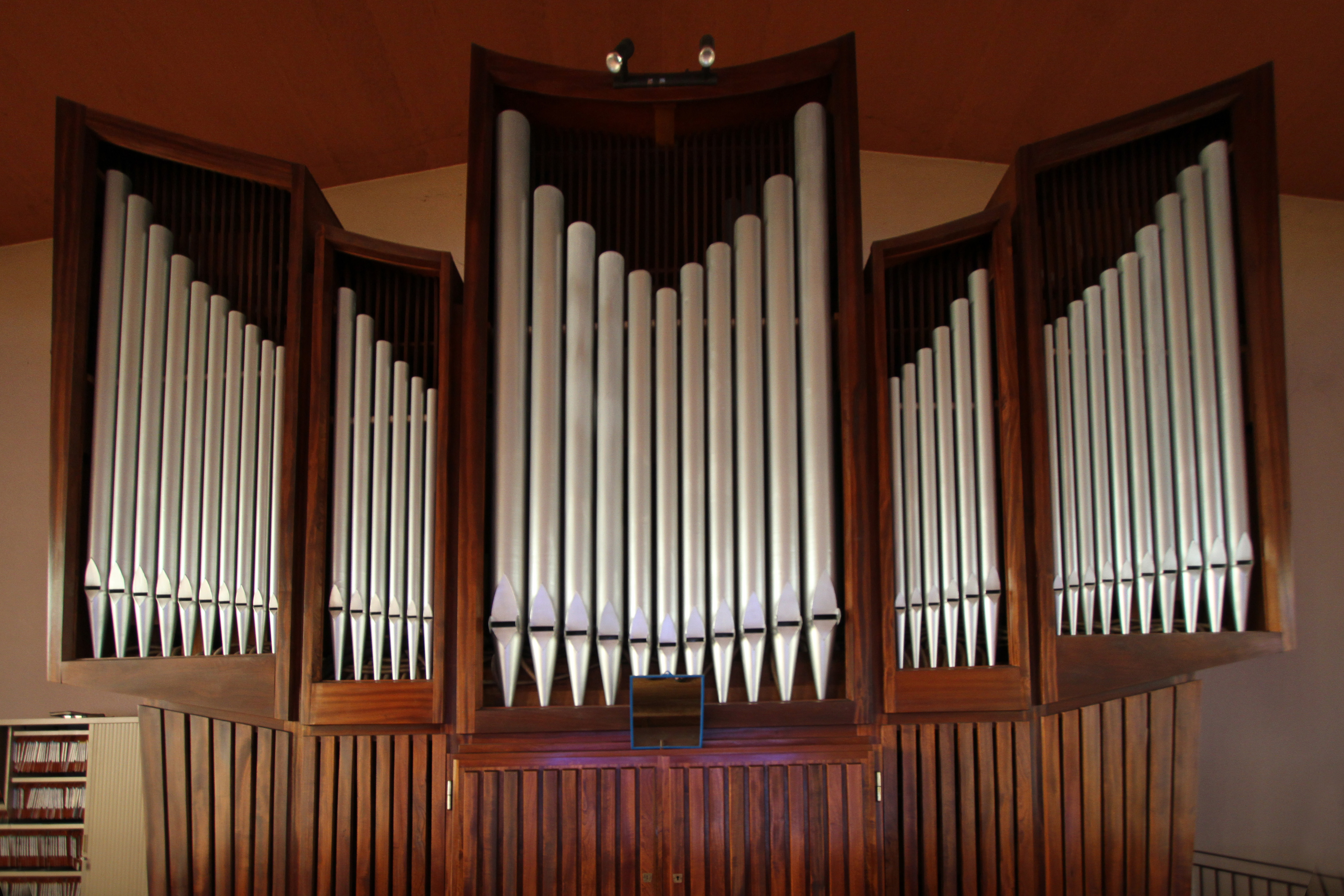
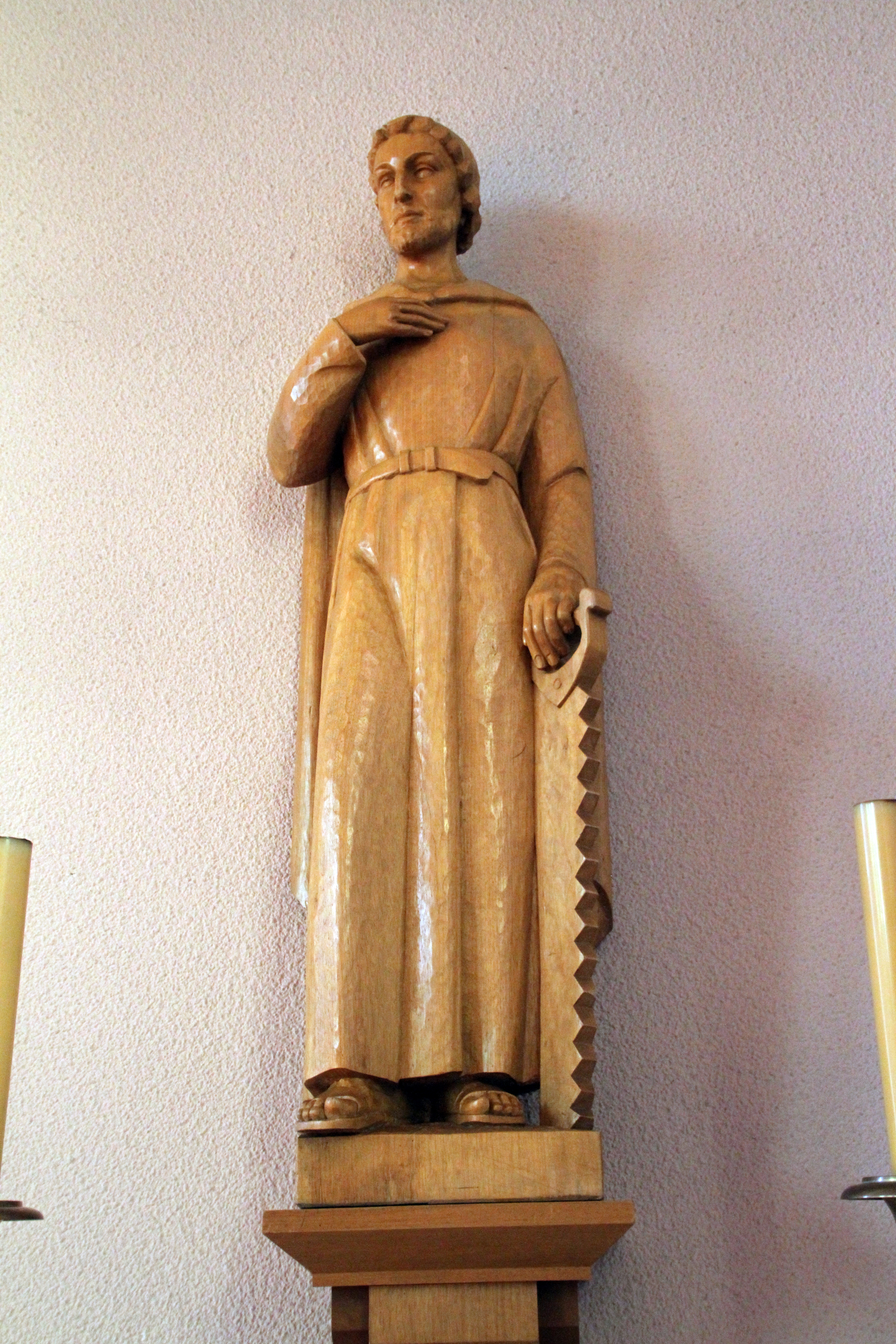
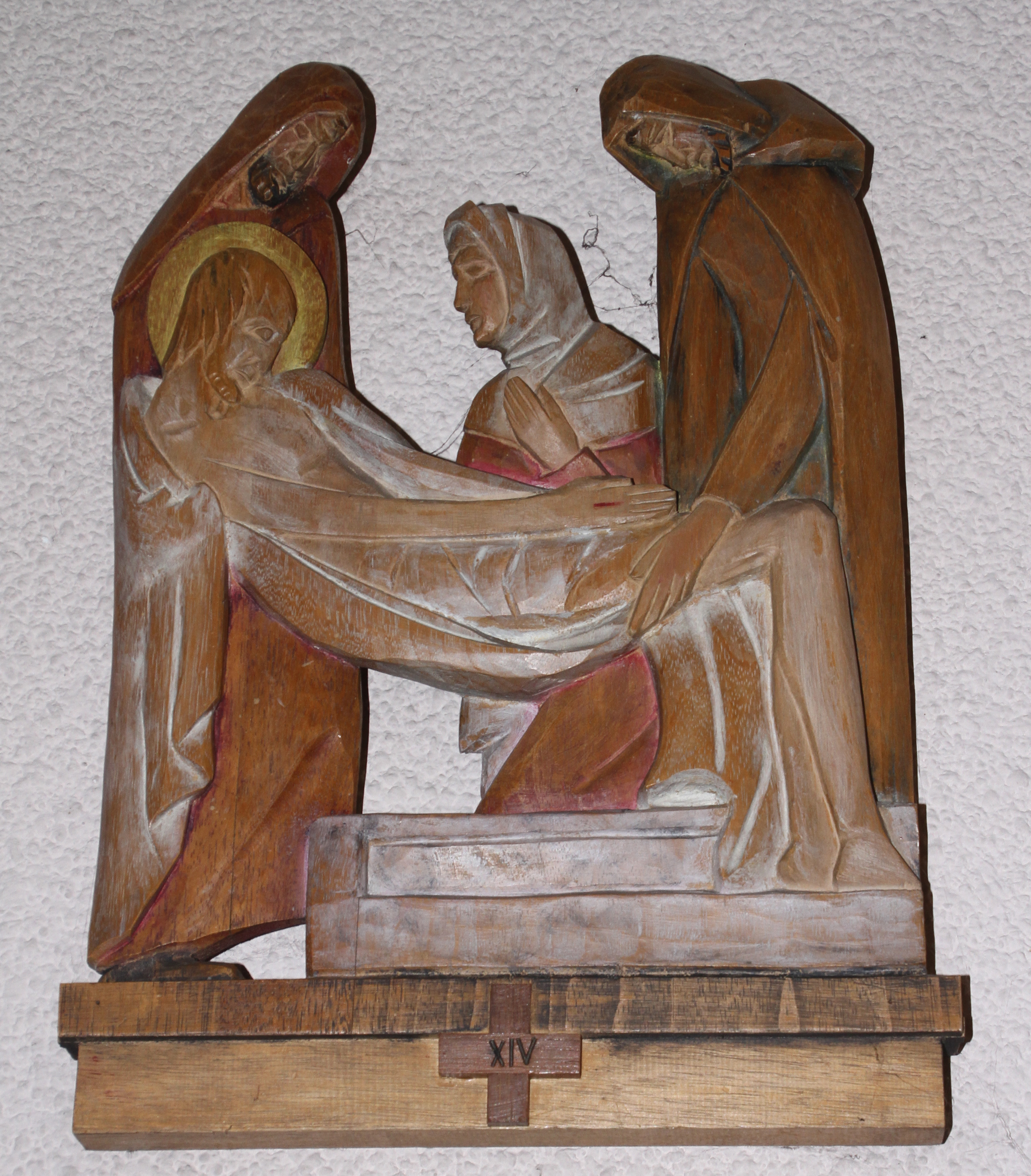